# Taras Borovets
Taras Borovets (en ukrainien : Тара́с Дми́трович Борове́ць, surnommé Tarass Boulba), né le 9 mars 1908 à Bystrytschi (de) (Empire russe, actuellement oblast de Rivne) et mort le 15 mai 1981 à New York, est un homme politique et chef militaire ukrainien.

## Biographie
Durant l'entre-deux-guerres, résidant dans la partie de l’Ukraine annexée par la Pologne, Taras Borovets fut emprisonné pour « sédition » à Bereza Kartuzka en Pologne. Au cours de la première occupation soviétique de l'Ukraine occidentale de 1939 à 1941, il créa une organisation clandestine basée en Volhynie. Avec le déclenchement de la guerre germano-soviétique cette organisation prit le nom de Sitch de Polésie et combattit les Soviétiques. Plus tard, elle combattra les unités militaires allemandes.
En décembre 1941, elle adopta le nom d’Armée insurrectionnelle et le 20 juillet 1943 changea son nom pour Armée révolutionnaire du peuple ukrainien (ARPU). Taras Borovets conduisit cette lutte armée révolutionnaire en suivant les directives des chefs d'état-major du gouvernement en exil de la République populaire ukrainienne et adopta un programme démocratique. 
Alors que l'OUN(B) ne reconnaît pas l'autorité de la République populaire ukrainienne, la cause que défend Taras Borovets, considérant que l'OUN(B) est une sorte de proto-état et qu'il était en désaccord sur la politique de nettoyage ethnique perpétré par l'UPA contre les Polonais de Volhynie, le 18 août 1943, l'armée révolutionnaire du peuple ukrainien de Taras Borovets fut cernée et désarmée par l'UPA de Stepan Bandera. Taras Borovets qui refusa de rejoindre le mouvement extrémiste des bandéristes, réussit toutefois à s'échapper. Cependant, en représailles, les officiers de l'armée révolutionnaire du peuple ukrainien et la femme de Taras Borovets furent torturés et exécutés par les membres de l'OUN-B, le reste des troupes de Taras Borovets a été soit dispersé, soit intégré dans l'UPA.
Trahi, il s'enfuit à Berlin où il fut arrêté à la fin de l'année 1943 puis emprisonné dans le camp de concentration de Sachsenhausen. Acculés, les Allemands changent de politique vis-à-vis des Slaves et le libèrent en 1944 : il intègre alors l'Armée nationale ukrainienne. 
Émigré en Allemagne de l'Ouest après la guerre, il organisa la Garde nationale de l'Ukraine et publia de 1951 à 1953 une revue. Il émigra finalement aux États-Unis où il mena la vie d'un citoyen ordinaire. Les mémoires de Taras Borovets ont été publiés à Winnipeg en 1981 sous le titre : Une armée sans État : la gloire et la tragédie du Mouvement insurrectionnel de l'Ukraine.